# 石川忠雄
石川 忠雄（いしかわ ただお、1922年（大正11年）1月21日 - 2007年（平成19年）9月25日）は、日本の中国現代史家。慶應義塾長を戦後最長、鎌田栄吉以来歴代2番目の長さとなる4期16年務めた。
1991年文化功労者。1995年勲一等旭日大綬章、2000年文化勲章受章。弟に石川明 (法学者)がいる。

## 概要
中国政治史研究者で、及川恒忠に師事。初期に中国憲法史と中国共産党史を研究。主著は中国共産党に関する先駆的業績となった『中国共産党史研究』。次いで中華人民共和国の政治及び外交の研究を行ない、同時に日中国交正常化へ至る政策決定にも関与した。1984年から日中友好21世紀委員会の日本側座長を務め、日中関係の基礎作りに邁進した。
1956年よりハーバード大学に赴任し、ベンジャミン・I・シュウォルツ博士他中国研究者と交わり、共産主義中国の地域研究を学ぶ。教え子に橋本龍太郎や、中国政治研究者の徳田教之、山田辰雄、小島朋之、国分良成、朝鮮政治研究者の小此木政夫などがいる。
大学行政方面の活動でも知られ、大学審議会会長として大学の脱レジャーランド化を推し進め、臨時教育審議会会長代理として大学入試センター試験の新設と慶大入試での導入を推進した（結果、慶大入試では自身の出身学部である法学部がセンター試験方式を、医学部が部分的導入を実現した）。慶應義塾長としては、大学改革の先駆けとして1990年の湘南藤沢キャンパス（SFC）や慶應義塾ニューヨーク学院の開設に尽力した。現代中国研究者として出発しながらも、比較的若い年齢の頃からこうした大学行政・文部省の文教行政に深く関与したため研究への時間が割けず、本来の研究対象である現代中国研究に関する業績は1970年代後半までに集中している。彼の勲一等叙勲や文化功労者と文化勲章受章も、中国研究の功績が認められてのものではなく、大学行政、とりわけ文部省の文教行政に協力したことへの功績が認められてのことである。
1994年に衆議院議員選挙区画定審議会の委員として、「小選挙区300・比例代表200」の具体的な区割り案の策定に関わった。
他、大学設置審議会会長、日本私立大学連盟会長、全私学連合代表、青少年問題審議会会長等を歴任。

## 経歴
東京府神田出身。鳶職人で、町火消しを務める父親の経済的な困窮により苦学を余儀なくされる。
- 錦華小学校、明治中学校、慶應義塾商業学校（夜間部）で学ぶ。
- 1940年：慶應義塾高等部入学
- 1942年：慶應義塾大学経済学部経済学科入学
- 1943年：いわゆる「学徒出陣」で陸軍入隊
- 1944年：宇都宮陸軍飛行学校で飛行教育を受ける
- 1946年：慶應義塾大学経済学部卒業
- 1946年：同大学法学部助手兼大学院特別研究生
- 1948年：同大学法学部助教授
- 1955年：同大学法学部教授
- 1956年：ハーバード大学訪問教授
- 1960年：法学博士（慶應義塾大学）の学位を取得
- 1965年：慶應義塾常任理事（-1969年）
- 1970年：日本国際問題研究所理事
- 1971年：同大学法学部長（-1977年）
- 1977年：慶應義塾長（-1993年）
- 1982年：文部省大学設置審議会会長
- 1983年：日本私立大学連盟会長
- 1984年：臨時教育審議会会長代理
- 1984年：日中友好21世紀委員会日本側座長
- 1987年：文部省大学審議会会長、慶應義塾大学名誉教授
- 1988年：東京都教育委員長

## 著書

### 単著
- 『中国憲法史』（慶應通信、1952年）
- 『中国共産党史研究』（慶應通信、1959年）
- 『中国政治史講義案』（慶應通信、1963年）
- 『中華人民共和国――その実態と分析』（時事通信社、1964年）
- 『現代中国の諸問題』（慶應通信、1967年）
- 『国際政治と中共』（有信堂、1968年）
- 『日中問題私見』（酒井書店、1973年）
- 『私のみた日本外交』（慶應通信、1976年）
- 『学長の手帖から――学びの体験 教育の改革』（リクルート出版部、1985年）
- 『私の夢私の軌跡』（慶應通信、1993年）
- 『禍福はあざなえる縄のごとし』（小学館、1997年）ISBN 4098373343 ISBN 978-4098373345
- 『未来を創るこころ』（慶應義塾大学出版会、1998年）
- 『大学改革の理念――転換期における大学の役割』（藤川吉美編、公共政策研究所、2003年）
- 『禍福こもごもの人生』（慶應義塾大学出版会、2004年）ISBN 4766410564 ISBN 978-4766410563

### 共編著
- （中嶋嶺雄・池井優）『戦後資料日中関係』（日本評論社、1970年）
- （朴在圭）『転換期の東南アジア』（成甲書房、1977年）

### 翻訳
- マックス・ベロフ『ソヴィエトのアジア政策』（小谷秀二郎共訳、日本外政学会、1957年）
- ハワード・L・ボアーマン編『現代中国――その実態と分析』（監訳、日本外政学会、1960年）
- フレデリック・ノサール『発信地―北京』（小田英郎共訳、時事通信社, 1964年）
- ベンジャミン・I・シュウォルツ『中国共産党史――中国共産主義と毛沢東の抬頭』（小田英郎共訳、慶應通信、1964年）
- ガイ・ウィント『中共革命への道』（時事通信社、1967年）
- スチュアート・シュラム『毛沢東』（平松茂雄共訳、紀伊国屋書店、1967年）
- A・ドーク・バーネット『中国――毛沢東以後への過渡期』（山田辰雄共訳、鹿島出版会、1976年）

## 記念論集
- 石川忠雄教授還暦記念論文集編集委員会編『現代中国と世界――その政治的展開』（慶應通信、1982年）ASIN B000J7MSTA
- 石川忠雄教授退職記念号『法学研究』第60巻第1号（1987年）ISSN 0389-0538